# Justus Johanssen
Justus Johanssen (* 1995 in Henstedt-Ulzburg, Kreis Segeberg) ist ein deutscher Schauspieler.

## Leben
Johanssen wuchs in Hamburg auf. Seine Schauspielausbildung, die er 2018 abschloss, erhielt er ab Oktober 2014 an der HFF Potsdam. In der Spielzeit 2015/16 trat er am Hans Otto Theater in Potsdam in der Rolle des Erich in dem Fassbinder-Stück Katzelmacher auf.
Justus Johanssen steht seit 2014 vor der Kamera. Sein Filmdebüt hatte er in Bodo Fürneisens Kurzfilm Talfallzug (2014). Er hatte außerdem bisher Episodenrollen in den Fernsehserien Der Kriminalist (2016; als gewalttätiger Jugendlicher Jay-Jay, neben Christian Berkel) und Die Pfefferkörner (2016; als Student Heinzi, der seinem jüngeren Bruder, der gemobbt wird, hilft). Außerdem war in Christian Schwochows Drama NSU: Die Täter – Heute ist nicht alle Tage (2016) zu sehen. Er wirkte auch in mehreren Kurzfilmen der Hochschule für Film und Fernsehen „Konrad Wolf“ mit.
Im Berliner Tatort: Amour Fou (2017) war er in einer handlungstragenden Nebenrolle zu sehen; er spielte Duran Bolic, einen aus schwierigen sozialen Verhältnissen stammenden kroatischen Jugendlichen aus einem Brennpunktviertel in Berlin-Neukölln, der nach einer früheren kriminellen Laufbahn mittlerweile kurz vor dem Abitur steht, und dabei von einem homosexuellen Paar unterstützt wird.
Im Usedom-Krimi: Nebelwand (Oktober 2017) übernahm er eine Nebenrolle als Jugendlicher aus einem Sozialprojekt, bei dem Kids aus schwierigen Familienverhältnissen im Sporthafen maritime Grundkenntnisse erwerben sollen. In der 32. Staffel der Fernsehserie Großstadtrevier (2018) hatte Johanssen eine Episodenhauptrolle als Enkel, der gemeinsam mit seiner Freundin in Bonnie-und-Clyde-Manier mehrere Raubüberfälle begeht. In der 18. Staffel der ZDF-Serie SOKO Leipzig (2018) hatte er in einem 90-minütigen Serien-Special eine der Episodenrollen als Sohn eines Bauherrn, der nicht an einen Selbstmord seines tot aufgefundenen Vaters glaubt.
Im Frankfurter Tatort: Das Monster von Kassel (Mai 2019) spielte er Max Rohde, den „verstört“ reagierenden älteren Bruder des getöteten 17-jährigen Stiefsohns eines bekannten Fernsehmoderators. Im Münchner Tatort: Die ewige Welle (Mai 2019) verkörperte er, an der Seite von Andreas Lust, den neuen Kumpel und „naiven Quasi-Ziehsohn“ eines Kleindealers und früheren Freundes von Kommissar Franz Leitmayr. In der 22. Staffel der Fernsehserie In aller Freundschaft (2019) übernahm er eine Episodenhauptrolle als in der Raver-Szene bekannter und erfolgreicher DJ Sebastian Pückler. Im Kölner Tatort: Kein Mitleid, keine Gnade (Erstausstrahlung: Januar 2020) verkörperte Johanssen den „ambitionierten, seine Männlichkeit zur Schau stellenden“ Fußballer Robin, der mit dem 17-jährigen ermordeten Abiturienten Jan befreundet war, bis dieser sich als homosexuell outete. In der 15. Staffel der ZDF-Serie Notruf Hafenkante (2020) übernahm Johanssen eine der Episodenhauptrollen als tatverdächtiger, vorbestrafter Ex-Wirtschaftsstudent, der gemeinsam mit seiner Mutter und seinem jüngeren Bruder einen Blumenladen führt. In Praxis mit Meerblick – Hart am Wind (2021), dem 12. Film der ARD-Fernsehreihe Praxis mit Meerblick, spielte Johannsen als Kite-Surfer und Intensivpatient Ben Kralmann eine der Hauptrollen. Im siebten Solo-für-Weiss-Film mit dem Titel Solo für Weiss – Todesengel (2022) verkörperte er den tatverdächtigen Blogger und Aussteiger Benno Vogt, der auf die Misshandlung der Insassen in einem privaten Heim für schwer erziehbare Jugendliche aufmerksam zu machen versucht. In der 13. Staffel der ZDF-Serie Die Chefin (2023) war er in einer dramatischen Episodenhauptrolle als vorbestrafter Elektriker und Roofing-Extremsportler Jasko Franzen zu sehen. In Nord bei Nordwest – Natalja (2023), dem 20. Film aus der ARD-Kriminalfilmreihe Nord bei Nordwest,  spielte er Ben Soljenko, den Sohn der früheren Lebensgefährtin des Tierarztes und Polizeiermittlers Hauke Jacobs (Hinnerk Schönemann).
Johanssen lebt in Berlin.

## Filmografie (Auswahl)
- 2014: Talfallzug (Kurzfilm)
- 2015: Nique ta Rasse (Kurzfilm; Filmuniversität Babelsberg)
- 2015: Brücke (Kurzfilm; Filmuniversität Babelsberg)
- 2016: Mitten in Deutschland: NSU: Die Täter – Heute ist nicht alle Tage (Fernsehdreiteiler)
- 2016: Der Kriminalist (Fernsehserie, Folge Ihr letzter Hit)
- 2016: Die Pfefferkörner (Fernsehserie, Folge Selbstjustiz)
- 2017: Sisterheart[26] (Kurzfilm; Filmuniversität Babelsberg)
- 2017: Tatort: Amour Fou (Fernsehreihe)
- 2017: Der Usedom-Krimi: Nebelwand (Fernsehreihe)
- 2018: Arthurs Gesetz (Fernsehserie, 4 Folgen)
- 2018: Großstadtrevier (Fernsehserie, Folge Eine Frage der Gerechtigkeit)
- 2018: SOKO Leipzig (Fernsehserie, Folge Das Vogelmädchen)
- 2019: Tatort: Das Monster von Kassel (Fernsehreihe)
- 2019: Tatort: Die ewige Welle (Fernsehreihe)
- 2019: In aller Freundschaft (Fernsehserie, Folge Seifenblasen)
- 2019: Wir sind jetzt (Fernsehserie, vier Folgen)
- 2020: Tatort: Kein Mitleid, keine Gnade
- 2020: Frühling – Genieße jeden Augenblick (Fernsehreihe)
- 2020: Notruf Hafenkante (Fernsehserie, Folge Familiensache)
- 2021: Um Himmels Willen (Fernsehserie, Folge Plötzlich reich)
- 2021: Praxis mit Meerblick – Hart am Wind (Fernsehreihe)
- 2022: Solo für Weiss – Todesengel (Fernsehreihe)
- 2022: Die Chefin (Fernsehserie, Folge Höhenrausch)
- 2023: Nord bei Nordwest – Natalja (Fernsehreihe)
- 2023: Nord Nord Mord: Sievers und der große Knall (Fernsehreihe)
- 2023: Käthe und ich: Verbotene Liebe (Fernsehreihe)
- 2023: Manta Manta – Zwoter Teil (Kinofilm)
- 2024: Tatort: Trotzdem
- 2024: Allein zwischen den Fronten (Fernsehfilm)